# Europawahl in Belgien 1999
- Sozialdemokraten (PS/SP): 5
- Grüne (AGALEV/
ECOLO/VU-ID): 7
- Liberaldemokraten (PRL/PVV): 6
- Christdemokraten (CVP/PSC): 5
- Fraktionslose (VB): 2

Die Europawahl in Belgien 1999 war die fünfte Direktwahl zum Europäischen Parlament in Belgien. Sie fand am 13. Juni 1999 im Rahmen der EG-weiten Europawahl 1999 statt. In Belgien wurden 25 der 567 Parlamentssitze vergeben, einer mehr als bei der Wahl 1994. Dabei wurden die Mandate auf ein niederländischsprachiges Wahlkollegium (14 Mandate), ein deutschsprachiges Wahlkollegium (1 Mandat) und ein französischsprachiges Wahlkollegium (10 Mandate) aufgeteilt. Es bestand Wahlpflicht.

## Amtliches Endergebnis
|                   | 1999      | 1999  |
| Anzahl            | %         |       |
| ----------------- | --------- | ----- |
| Wahlberechtigte   | 7.343.464 | 100,0 |
| Wahlbeteiligung   | 6.686.220 | 91,05 |
| Ungültige Stimmen | 463.078   | 6,93  |
| Gültige Stimmen   | 6.223.142 | 93,07 |

| Partei/Organisation                                                                 | EP-Fraktion | Stimmen                     | Stimmen             | Sitze |
| Partei/Organisation                                                                 | EP-Fraktion | Anzahl                      | %                   | Sitze |
| ----------------------------------------------------------------------------------- | ----------- | --------------------------- | ------------------- | ----- |
| VLD                                                                                 | ALDE        | 847.099                     | 13,61               | 3     |
| CVP                                                                                 | EVP         | 839.720                     | 13,49               | 3     |
| PRL-FDF-MCC                                                                         | ALDE        | 624.445                     | 10,03               | 3     |
| PS-SP PS SP                                                                         | S&D         | 600.782 596.567 4.215       | 9,66 9,59 0,07      | 3 0   |
| VB                                                                                  |             | 584.392                     | 9,39                | 2     |
| Ecolo Französische Sprachgruppe Deutsche Sprachgruppe                               | Grüne/EFA   | 531.592 525.316 6.276       | 8,94 8,84 0,10      | 3 0   |
| SP                                                                                  | S&D         | 550.237                     | 8,84                | 2     |
| Volksunie-ID (VU-ID)                                                                | Grüne/EFA   | 471.238                     | 7,57                | 2     |
| Agalev                                                                              | Grüne/EFA   | 464.042                     | 7,46                | 2     |
| PSC                                                                                 | EVP         | 307.912                     | 4,95                | 1     |
| Vivant Niederländische Sprachgruppe Französische Sprachgruppe Deutsche Sprachgruppe |             | 123.438 67.107 55.133 1.198 | 1,99 1,08 0,89 0,02 | 0     |
| FN                                                                                  |             | 94.848                      | 1,52                | 0     |
| DEBOUT                                                                              |             | 46.088                      | 0,74                | 0     |
| PNPb Niederländische Sprachgruppe Französische Sprachgruppe                         |             | 27.553 17.095 10.458        | 0,44 0,27 0,17      | 0     |
| PC                                                                                  |             | 25.539                      | 0,41                | 0     |
| FNB                                                                                 |             | 24.792                      | 0,40                | 0     |
| PVDA+/PAB-AE PVDA+ PAB-AE                                                           |             | 22.038 21.966 72            | 0,35 0,00           | 0     |
| CSP                                                                                 | EVP         | 13.456                      | 0,22                | 1     |
| SoLiDe                                                                              |             | 9.528                       | 0,15                | 0     |
| PFF                                                                                 |             | 7.234                       | 0,12                | 0     |
| PDB                                                                                 |             | 3.661                       | 0,06                | 0     |
| PCN                                                                                 |             | 2.720                       | 0,04                | 0     |
| Juropa                                                                              |             | 788                         | 0,01                | 0     |

| Europawahl in Belgien 1999Niederländische Sprachgruppe %3020100 21,921,715,114,212,2121,71,2 VLDCVPVBSPVU-IDAgalevVivantSonst.Gewinne und Verlusteim Vergleich zu %p 6 4 2 0 −2 −4 −6+3,5−5,7+2,5−3,4+5,1+1,3+1,7−5,1VLDCVPVBSPVU-IDAgalevVivantSonst. | Europawahl in Belgien 1999Französische Sprachgruppe %3020100 2725,822,713,14,12,44,9 PRL-FDF-MCCPSEcoloPSCFNVivantSonst.Gewinne und Verlusteim Vergleich zu %p 10 8 6 4 2 0 −2 −4 −6 −8−10−12+8,2−4,6+9,7−11,2−3,8+2,4−0,7PRL-FDF-MCCPSEcoloPSCFNVivantSonst. | Europawahl in Belgien 1999Deutsche Sprachgruppe %403020100 36,519,61711,49,93,35,6 CSPPFFEcoloSPPDBVivantSonst.Gewinne und Verlusteim Vergleich zu 2004 %p 6 4 2 0 −2 −4 −6+5,2−0,5+2,1−1,2−5,6+3,3+3,2CSPPFFEcoloSPPDBVivantSonst. |